# 風琴馬鈴薯

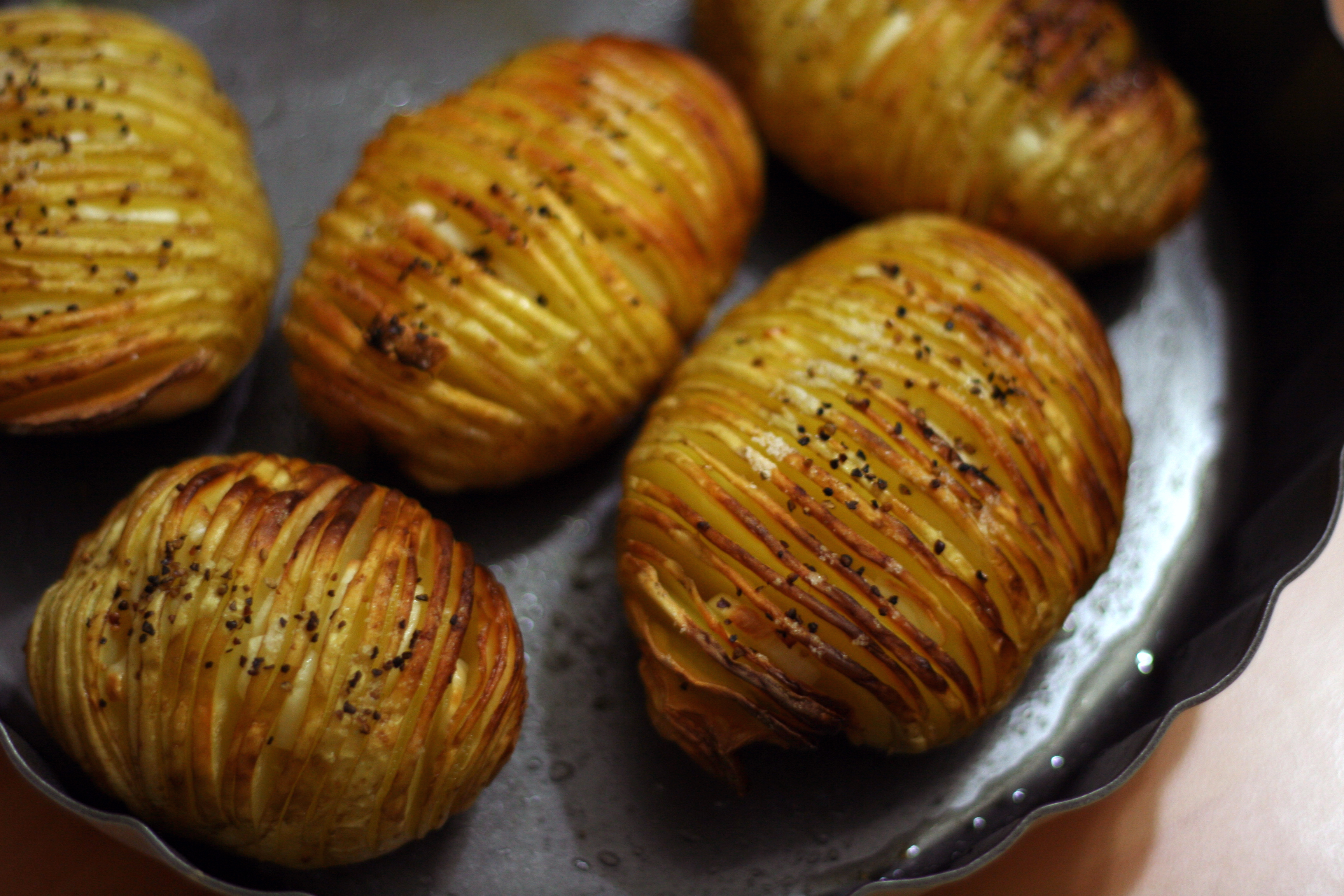
風琴馬鈴薯

風琴馬鈴薯(Hasselback potato)是一种源自瑞典的美食，於1953年由Leif Elisson 在韋姆蘭發明，將黃油、麵包屑和杏仁片放在馬鈴薯上面。
材料是馬鈴薯2顆、奶油3匙、培根2片、蔥花，普羅旺斯綜合香料(可使用任何香料)。

## 做法
- 將馬鈴薯放置木勺上切片，但不切斷。用熔化的油脂刷馬鈴薯並放入225°C烤箱烘烤約20分鐘後，再次用油脂刷，撒上一些鹽和磨碎的奶酪，再將馬鈴薯烤20分鐘，直到馬鈴薯變軟。可使用不含牛奶的人造奶油代替奶油，用麵包屑代替奶酪。[2][3]

把馬鈴薯切开，然后把奶油與香料搅拌成香料奶油醬，接着取適量香料奶油醬抹在馬鈴薯的表面和夾縫中，烤箱預熱200°C，將馬鈴薯放入烤箱烤25分鐘，取出夾入培根片再烤10分鐘，灑上蔥花即成。